# Abbott Island (Australien)
Abbott Island, (även Dalmana Island, Rocky Island, Sandy Island, Datmana Island) är en ö i Wessel Islands, Northern Territory, Australien.